# Диас Асприлья, Оскар
Оскар Диас Асприлья (исп. Óscar Díaz Asprilla; род. 8 июня 1972 год, Риофрио, Колумбия) — колумбийский футболист, выступавший на позиции полузащитника.

## Клубная карьера
Диас начал свою карьеру в 1993 году в клубе «Депортиво Перейра». В 1997 году он перешёл в «Онсе Кальдас», где выиграл серебряные медали чемпионата Колумбии. В 1999 году он перешёл в клуб «Кортулуа», в котором провел три сезона приняв участие в более чем ста матчах и откуда получил вызов в национальную команду. В 2002 году успехи полузащитника оценил самый именитый клуб страны «Мильонариос» и подписал с футболистом контракт. В новом клубе Оскар провел всего сезон, после чего четыре года поочередно выступал за «Депортиво Кали» и эквадорский «Депортиво Кито». В составе «Кали» он выиграл Кубок Мустанга в 2005 году. После он поиграл за «Бояка Чико» и «Патриотас». В 2010 году в клубе «Кортулуа».

## Международная карьера
В 2001 году Диас дебютировал за сборную Колумбии. В том же году он попал в заявку национальной команды на участие в Кубке Америки. Оскар выиграл турнир вместе со сборной трофей, приняв участие лишь в поединке против сборной Перу.
В 2003 году Диас принял участие в Кубке Конфедераций. На турнире он сыграл во встрече против сборной Японии. Колумбийцы заняли четвёртое место.
В 2004 году Оскар во второй раз поехал на Кубок Америки. Колумбийцы заняли четвёртое место, а Диас сыграл в поединках против сборных Венесуэлы, Боливии, Перу, Аргентины и Уругвая.

## Достижения
Командные
 «Депортиво Кали»
- Чемпионат Колумбии по футболу — Финалисасьон 2005

 «Бояка Чико»
- Чемпионат Колумбии по футболу — Апертура 2008

Международные
 Колумбия
- Кубок Америки — 2001